# Хъмфри Карпентър
Хъмфри Карпентър (на английски: Humphrey Carpenter) е английски радиоводещ и писател на произведения в жанра биография и детска литература.

## Биография и творчество
Хъмфри Уилям Бувери Карпентър е роден на 29 април 1946 г. в Оксфорд, Англия. Баща му е епископ на Оксфорд. Завършва следното си образование в частния колеж интернат „Марлборо“. Завършва английска филология в Кейбъл Колидж на Оксфордския университет. След дипломирането си в периода 1968-1974 г. работи в клона на радио Би Би Си в Оксфорд, след което излиза на свободна практика.
На 31 март 1973 г. се жени за Мери Кристина Причард. Имат 2 дъщери – Клеър и Кейт. През 1975 г. е съавтор на книгата на Мери Причард – „A Thames Companion“.
Първата му биографична книга „Дж. Р. Р. Толкин. Биография“ е издадена през 1977 г. Тя става много популярна и го преви известен. Други негови известни биографични книги са за Уистън Хю Одън, Езра Паунд, Ивлин Уо, Бенджамин Бритън, Робърт Ранси, Денис Потър, Спайк Мълигън и за издателя Джон Мъри.
Автор е на поредицата за деца „Господин Маджейка“, която се радва на значителна популярност. Поредицата за учителя Маджейка е екранизирана в периода 1988 – 1990 г. в едноименния сериал.
В периода 1994 – 1996 г. ръководи Челтнамския фестивал на литературата и в продължение на много години ръководи драматична група на младите хора – театралната компания „Муши Пей“. Пише пиеси за радио и театър и е редовен сътрудник на „Гардиън“.
Хъмфри Карпентър умира от сърдечна недостатъчност на 4 януари 2005 г. в Оксфорд.

## Произведения

### Документалистика
- J.R.R. Tolkien : A biography (1977)
Дж. Р. Р. Толкин. Биография, изд.: ИК „Колибри“, София (2016), прев. Стела Джелепова
- The Envy of the World (1978)
- The Inklings. C.S. Lewis, J.R.R. Tolkien, Charles Williams and Their Friends (1978) – награда „Съмърсет Моъм“
- Jesus (1980)
- W. H. Auden: A Biography (1981)
- The Oxford Companion to Children's Literature (1984) – с Мери Причард
- Secret Gardens (1985)
- O.U.D.S. (1985)
- Founders of Faith (1986)
- Geniuses together. American writers in Paris in the 1920s (1988)
- A serious character. The life of Ezra Pound (1990) – награда „Дъф Купър“
- The Brideshead generation. Evelyn Waugh and his friends (1990)
- Benjamin Britten: A Biography (1992)
- Makers of Christianity (1995)
- Robert Runcie (1996)
- More Shakespeare Without the Boring Bits (1997)
- The Oxford Children's A to Z of Music (1997)
- Dennis Potter (1998)
- Gershwin (1999)
- That Was Satire, That Was (2000)
- A Great, Silly Grin (2002)
- The Angry Young Men (2002)
- Spike Milligan: The Biography (2003)
- The Seven Lives of John Murray (2008)

### Детска литература
- The Joshers (1977)
- The Captain Hook Affair (1979)
- Wellington and Boot (1991) – с Джени Макдейд
- Charlie Crazee's Teevee (1993)

### Серия „Господин Маджейка“ (Mr. Majeika) – детска литература
1. Mr. Majeika (1984)
2. Mr. Majeika and The School Trip (1999)
3. Mr. Majeika and the Lost Spell Book (2003)
4. Mr. Majeika and the Ghost Train (1994)
5. Mr. Majeika and the Dinner Lady (1990)
6. Mr. Majeika and the School Caretaker (1996)
7. Mr. Majeika and The Music Teacher (1986)
8. Mr. Majeika and The Haunted Hotel (1987)
9. Mr. Majeika and the School Book Week (1992)
10. Mr. Majeika On the Internet (2001)
11. Mr. Majeika and the School Inspector (1993)
12. Mr Majeika Joins the Circus (2006)
13. Mr. Majeika and The School Play (1991)
14. Mr. Majeika Vanishes (1997)
15. Mr. Majeika's Postbag (1990)

### Екранизации
- 1969-1970 Jackanory – ТВ сериал, 10 епизода
- 1988-1990 Mr. Majeika – ТВ сериал, 20 епизода